# Ukraine ved sommer-PL 2020
Ukraines deltagelse i Sommer-PL 2020 i Tokyo, Japan begyndte med kvalifikation og efterfølgende udtagelse af atleterne. Det ukrainske hold, havde 138 paraidrætsudøvere repræsenteret, hvor af 98 atleter vandt medaljer. Så altså i alt 71% af fra ukrainske delegation.